# Málek Muádz
Málek Muádz (arabul: مالك علي معاذ; Medina, 1981. augusztus 10. –) szaúd-arábiai válogatott labdarúgó.

## Pályafutása

### Klubcsapatban
2000 és 2004 között az El-Anszár csapatában játszott. 2004 és 2012 között az El-Áhlí játékosa volt. 2011 és 2012 között az En-Naszr labdarúgója volt kölcsönben.

### A válogatottban
2006 és 2009 között 42 alkalommal játszott a szaúd-arábiai válogatottban és 15 gólt szerzett. Részt vett a 2006-os világbajnokságon, és a 2007-es Ázsia-kupán, ahol ezüstérmet szerzett.

## Sikerei, díjai
Szaúd-Arábia
- Ázsia-kupa döntős (1): 2007